# North Petherton
North Petherton – miasto w Wielkiej Brytanii, w Anglii w hrabstwie Somerset, położona na obrzeżach wzgórz Quantock Hills, 2 km od stolicy dystryktu Sedgemoor - Bridgwater. Niewielki ośrodek handlowy, zwany często sypialnią dla Bridgwater i położonej 10 km dalej stolicy hrabstwa Taunton.

## Historia
Miasto wymieniono już w Domesday Book, w czasach średniowiecznych była tu rogatka dla Bridgwater. W ostatnich latach życia mieszkał tu Geoffrey Chaucer, był zarządcą lasów.
North Petherton był pierwszym miastem w Anglii, oświetlonym gazem acetylenowym.